# Константинов, Никита Игоревич
Никита Игоревич Константинов (род. 1966) — российский топ-менеджер. Заместитель Генерального директора — директор по бизнес-развитию «Росэнергоатома» (с 2017 года). Бывший исполняющий обязанности президента «Энергоатома» (2013—2014).

## Биография
Родился 12 мая 1966 года в городе Северодвинск, Архангельская область.

### Образование
В 1989 году закончил Обнинский институт атомной энергетики по специальности «Атомные электрические станции и установки». В 1997 году получил второе высшее образование в Лондонском университете по специальности «Экономика».

### Трудовую деятельность
Трудовую деятельность начал в 1986 году дозиметристом службы радиационной безопасности Чернобыльской АЭС. С 1994 по 2006 год — работал в различных международных организациях, являлся руководителем проектов в области ядерной энергетики в Представительстве Европейской комиссии на Украине и Европейском банке реконструкции и развития в Лондоне.
В 2008—2010 гг. — директор по перспективному развитию и инвестициям в «Киевэнерго». С 2010 по 2013 год — директор Департамента стратегической политики, инвестиций и ядерно-энергетического комплекса и заместителя министра топлива и энергетики Украины.
В 2013—2014 — исполняющий обязанности президента ГП НАЭК «Энергоатом».
С 2015 по 2016 год — генеральный директор «Русатом Энерго Интернешнл» — дочерней компании Госкорпорации «Росатома», управляющей зарубежными проектами по сооружению и эксплуатации российских атомных электростанций (проект АЭС «Аккую» в Турции и проект АЭС Ханхикиви-1 в Финляндии).
С января 2017 года — заместитель генерального директора — директора по бизнес-развитию в Концерне «Росэнергоатом».

## Награды
- Медаль «За заслуги в развитии концерна „Росэнергоатом“ III степени»[2]